# Davidiella woronichinii
Davidiella woronichinii är en svampart som först beskrevs av Jurij Nikolajevitj Voronov, och fick sitt nu gällande namn av Aptroot 2006. Davidiella woronichinii ingår i släktet Davidiella och familjen Davidiellaceae.   Inga underarter finns listade i Catalogue of Life.